# Mel Kendrick
 (juin 2023).
Pour les articles homonymes, voir Kendrick.
Mel Kendrick, né le 28 juillet 1949, est un sculpteur et artiste visuel américain, principalement reconnu pour ses œuvres sculpturales abstraites qui démontent et remontent des formes, souvent des blocs de matières brutes, offrant une exploration de l'espace positif et négatif. 
Évitant tout sujet précis, l'œuvre de Kendrick témoigne d'une profonde fascination pour le processus, l'espace et la géométrie. Le New York Times écrit que le travail de Kendrick « semble improvisé, mais est en réalité d'une complexité presque frôlant la folie, à la manière de Piranesi ».

## Biographie

### Jeunesse et éducation
Né à Boston, Massachusetts, Kendrick est formé à la Phillips Academy, Andover, au Trinity College, Connecticut, et au Hunter College de New York, où il étudie avec Tony Smith et est plus tard apprenti de Dorothea Rockburne.

### Travail
L'approche minutieuse de Kendrick envers les matériaux se combine à une exploration de la forme et de l'espace dans son œuvre. Il utilise un large éventail de matériaux, tels que le bois, le bronze, le caoutchouc, le papier et le béton moulé. Ses sculptures remettent souvent en question les conceptions traditionnelles de la forme et jouent avec les éléments géométriques et architecturaux. Son travail est caractérisé par sa nature complexe et détaillée, invitant les spectateurs à réfléchir sur le processus créatif et les relations entre forme et fonction. Sa rétrospective, Voir les choses dans les choses, présentée au Parrish Art Museum et à l'Addison Gallery of American Art, a révélé un aspect central de sa pratique : la déconstruction et la reconstruction de la forme, donnant lieu à des créations abstraites étonnamment complexes,.

## Expositions
Kendrick participe à plus de quatre douzaines d'expositions individuelles et à de nombreuses expositions de groupe, présentant un corpus d'œuvres diversifié. Parmi les expositions solo notables, la deuxième exposition d'Artists Space en 1974, Sculpture à la John Weber Gallery en 1983, la série Markers de sculptures monumentales au Madison Square Park en 2009 et Seeing Things in Things au Parrish Art Museum et Addison Gallery of American Art. Son travail est également présenté dans des expositions collectives telles que Contemporary Sculpture: Selections from the Collection à l'Art Institute of Chicago, The Shape of Space: Sculpture from the Collection au Metropolitan Museum of Art et la Biennale de Whitney en 1985.
Les œuvres de Kendrick se trouvent dans plus de 30 collections permanentes et musées à travers le monde, notamment le Metropolitan Museum of Art, le Museum of Modern Art, le Whitney Museum of American Art, l'Art Institute of Chicago, la Yale University Art Gallery, le Philadelphia Museum of Art, le Museum of Fine Arts de Houston, le High Museum of Art, le Walker Art Center, le Baltimore Museum of Art, la Galerie Nationale d'Australie, le Museum of Fine Art de Boston, le Brooklyn Museum, et la National Gallery of Art.